# Chacina beco do candeeiro
A Chacina do Beco do Candeeiro foi um crime ocorrido em 10 de julho de 1998 na cidade de Cuiabá que levou à morte de três adolescentes que viviam em condições de rua. O assassinato ocorreu na rua 27 de dezembro, conhecida popularmente como Beco do Candeeiro, localizada no Centro Histórico de Cuiabá.

## Chacina
O assassinato ocorreu por volta das 21 horas de 10 de julho de 1998. O autor do crime sacou a arma e disparou contras as vítimas, que estavam sentados lado a lado e provavelmente foram pegos de surpresa. O primeiro a ser atingido foi Baby que levou um tiro na cabeça, o segundo atingido foi Nado que levou um tiro no pulso que atravessou a cabeça, o terceiro garoto, Indinho, foi atingido na região do rosto, levando-o a óbito de imediato. Os outros dois meninos chegaram a ser socorridos, mas não resistiram aos ferimentos. A chacina deixou um sobrevivente que presenciou os assassinatos do outro lado rua, o Verminose. Quando a assassino percebeu que havia um garoto que presenciou tal acontecimento passou a disparar contra o menino, que saiu correndo pelo Beco até chegar a Igreja da Matriz saindo ileso.

## Vitimas
As vitimas do trágico episódio eram adolescentes de periferia que viviam em situações de rua:
- Reginaldo Dias Magalhães, mais conhecido por Nado, 16 anos.
- Edgar Rodrigues de Almeida, apelidado de Indinho, 15 anos.
- Adileu Santos Nascimento, conhecido por Baby, 14 anos.
- Edilson Ferreira, intitulado de Verminose, 16 anos (o sobrevivente).

## Investigações
Até os dias de hoje não houve condenados. As investigações nos primeiros anos pós chacina chagaram até Jair Cândido da Cruz e Lúcio da Silva - que foram inocentados por falta de prova no envolvimento da chacina.
Em 2003 surgiu como o autor da chacina o nome do ex-militar Adeir de Souza Guedes conhecido por "Zé do caixão". Ele foi levado a júri e inocentado pois não havia provas o suficiente que comprovasse que ele seria o autor da chacina.

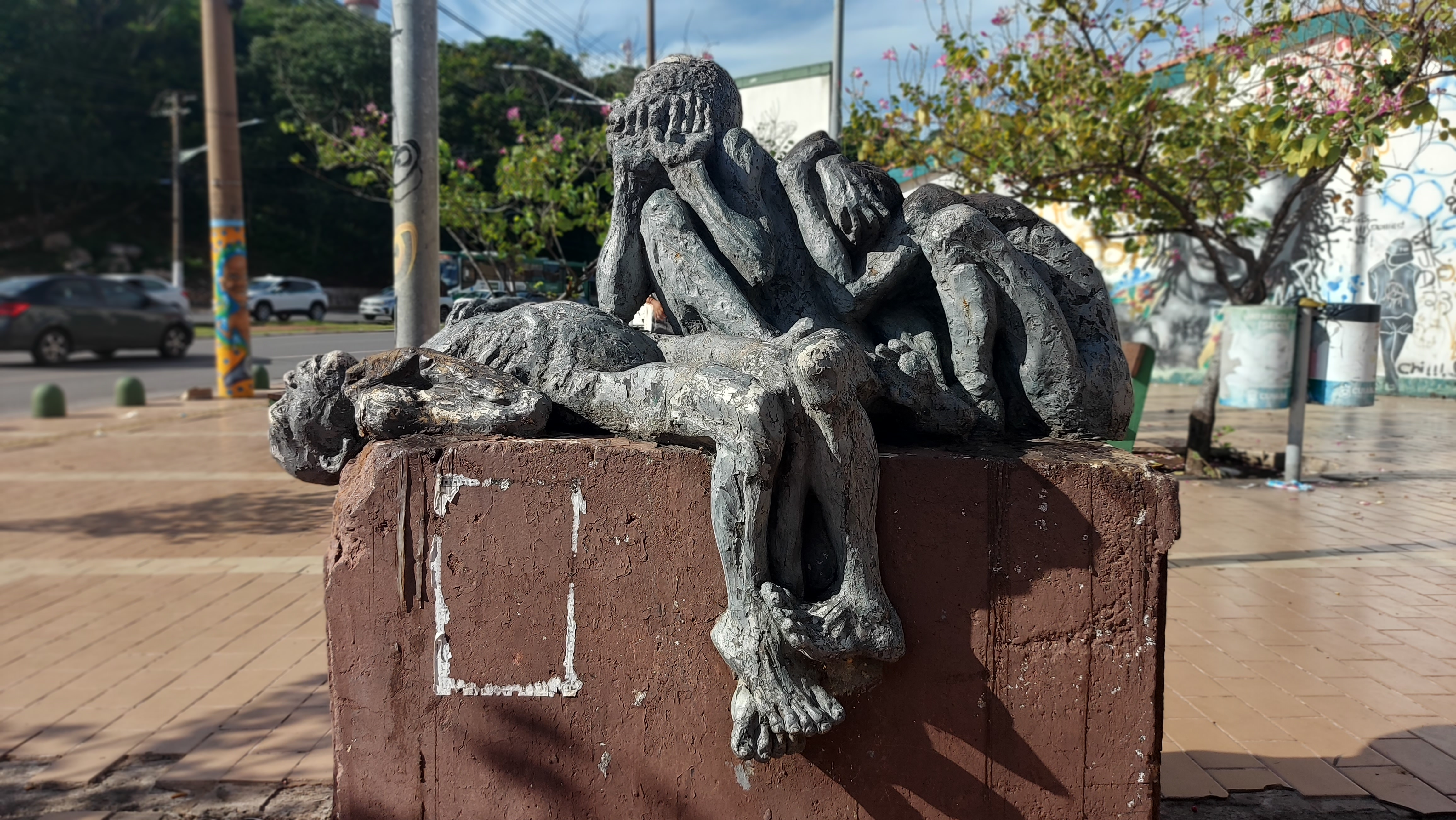
Monumento em homenagem aos jovens assassinados na chacina do Beco do Candeeiro, Centro Histórico de Cuiabá.

## Monumento
No mesmo ano do acontecimento o artista plástico Jonas Correia construiu um monumento em homenagem aos meninos, atualmente se chama "Monumento do Beco do Candeeiro". A estatua retrata os três meninos antes da morte, com seus olhos de horror. Instalada na entrada do Beco do Candeeiro, na Praça “Dona Euphrosina Hugueney Mattos”, precisou ser finalizada em mármore sintético e resina para que fosse bem resistente e não pudesse ser destruída como já havia acontecido.